# Bahnstrecke Jelling–Billund
| Der geplante Abzweigbahnhof Jelling |                      |                                            |                                            |
| Spurweite: | 1435 mm (Normalspur) |                                            |                                            |
| Streckengeschwindigkeit: | 120 km/h             |                                            |                                            |
| |                      |                                            |                                            |
| \| \| \| Bahnstrecke Vejle–Holstebro von Vejle \| \| \| \| Jelling \| \| \| \| Bahnstrecke Vejle–Holstebro nach Holstebro \| \| \| \| Flughafen Billund \| \| \| \| Legoland Billund \| |                      |                                            |                                            |
| Strecke |                      | Bahnstrecke Vejle–Holstebro von Vejle      | Bahnstrecke Vejle–Holstebro von Vejle      |
| Bahnhof |                      | Jelling                                    | Jelling                                    |
| Abzweig ehemals geradeaus und nach rechts |                      | Bahnstrecke Vejle–Holstebro nach Holstebro | Bahnstrecke Vejle–Holstebro nach Holstebro |
| Haltepunkt / Haltestelle (Strecke außer Betrieb) |                      | Flughafen Billund                          | Flughafen Billund                          |
| Haltepunkt / Haltestelle Streckenende (Strecke außer Betrieb) |                      | Legoland Billund                           | Legoland Billund                           |

Die Bahnstrecke Jelling–Billund (dänisch Billundbanen) war eine geplante dänische eingleisige Bahnstrecke, die von Vejle über den Flughafen Billund zum Endbahnhof Legoland Billund führen sollte. Mit dieser Bahn sollte der zweitwichtigste Flughafen Dänemarks an das Eisenbahnnetz angeschlossen werden. Die Bauarbeiten sollten 2017 beginnen und die Strecke sollte 2020 eröffnet werden.
Anfang 2021 wurde bekannt, dass der von der Regierung Thorning-Schmidt positiv bewertete Bau der Strecke von der 2019 im Amt befindlichen Regierung Frederiksen I nicht mehr so gesehen wurde. Im neuen Infrastrukturplan ist die Strecke nicht mehr enthalten, da sie nach Ansicht der Regierung den Fahrgästen im Vergleich zur bisherigen Buslösung keine wesentliche Verbesserung bringt. Daher habe das Projekt eine negative sozioökonomische Rendite.

## Geschichte
Am 13. Mai 2014 vereinbarten Socialdemokraterne, Radikale Venstre, Dansk Folkeparti und Socialistisk Folkeparti, 734 Millionen Kronen für die neue Strecke bereitzustellen. Die Strecke wird als Vollbahn ausgebaut, die Variante mit einer Letbane wurde verworfen.
Für die Planungen wurden 1,58 Millionen Beförderungsfälle pro Jahr festgelegt.
Auf Grund einer neuen Vereinbarung hinsichtlich der Umweltverträglichkeitsprüfung (dänisch „VVM-redegørelse“ – „vurdering af virkninger for miljøet“) wurde der Zeitplan angepasst. So sollen die entsprechenden Anhörungen im 4. Quartal 2017 erfolgen und der Bericht Mitte 2018 vorgelegt werden. Diese Zeitplananpassung soll jedoch keine Bedeutung auf den Fertigstellungszeitpunkt haben. Die Umweltverträglichkeitsprüfung wurde 2019 abgeschlossen.

## Linienführung
Banedanmark hat bisher zwei mögliche Linienführungen für die Strecke nach Billund untersuchen lassen:
1. eine Strecke von Jelling am Flughafen Billund vorbei und weiter nach Legoland Billund
2. eine Strecke von Gadbjerg am Flughafen Billund vorbei nach Legoland

Eine Bahnstrecke nach Jelling wird für viele Reisende, die zum Flughafen Billund und nach Legoland wollen, ein Vorteil sein, ebenso für die, die von dort nach Vejle, Kolding und Odense weiterreisen.
Dabei sollen die beiden neuen Stationen Billund Lufthavn und Legoland Billund als eingleisige Haltepunkte errichtet werden.

## Betrieb
Die Strecke soll durch Danske Statsbaner mit Regionalzügen bedient werden.